# Animacidade
Em linguística, a animacidade é uma característica gramatical dos substantivos com base na natureza sensível ou de vida dos referentes, a qual é bastante significativa em algumas línguas. Não há uma nomenclatura clara em português para esse conceito de animacidade (derivado do inglês "animacy").

## Expressão gramatical
Dentre as línguas onde a  animacidade tem um papel gramatical importante, algumas apresentam um sistema simples baseado na oposição entre animado (pessoas, animais, etc.) e inanimado (plantas, objetos,  abstrações, etc.), em quanto que existem as que têm uma hierarquia de animacidade que pode apresentar diversos níveis. Nessas hierarquias os pronomes pessoais têm uma animacidade maior, sendo que, dentre eles, a maior animacidade está na(s) primeira(s) pessoa (s) do singular e do plural. Seguem-se em animacidade decrescente: outros humanos, animais, plantas, forças naturais (vento, chuva, noite,) objetos concretos e finalmente as abstrações. 
As consequências gramaticais da animacidade também variam muito de uma língua para outra. Podem ser efeitos sobre a tipologia sintática (ordem das palavras), a declinação, a concordância, a divisão das palavras em classes de substantivos, etc.
Pouca é a influência da animacidade nas línguas românicas e germânicas (há algo no Inglês com o pronome "it" da 3ª pessoa). Na língua portuguesa temos, por exemplo: Quem, que; Isto, isso, aquilo somente para objetos. Há ainda, casos como a sequência do sujeito na frase: Os alunos, Pedro, tu e eu chegamos tarde.

## Animacidade nas línguas

### Eslavas
Nas línguas eslavas, a animacidade influi junto como o gênero gramatical e com o número gramatical na forma de declinação no caso acusativo, que pode coincidir com o caso nominativo e com o caso genitivo dependendo da situação. Desse modo em russo, o acusativo dos substantivos animados que são ou plural ou singular masculino, feminino ou neutro masculino coincide com o genitivo, enquanto o acusativo dos substantivos inanimados nos mesmos casos coincide com o nominativo. 
Por exemplo, o substantivo animado брат [brat] "um irmão" no caso nominativo, o substantivo inanimado кран [kran] "um guindaste" (máquinas de elevação) no caso acusativo:
| (1) | Брат     | поднимает  | кран         |
|     | Brat     | podnimayet | kran         |
|     | Um irmão | levanta    | um guindaste |

Ao contrário, брат no caso acusativo, кран no caso nominativo:
| (2) | Кран         | поднимает  | брата    |
|     | Kran         | podnimayet | brata    |
|     | Um guindaste | levanta    | um irmão |

Isso vale também quando os adjetivos concordam com os substantivos. O mesmo padrão é válido para a maioria das línguas eslavas.

### Japonês
Na língua japonesa, a animacidade não é marcada diretamente no substantivo, mas é manifesta na escolha do verbo de "existência" e de "posse" (ter). O verbo iru (いる, também escrito 居る）indica e existência ou a posse de um substantivo animado, enquanto que o verbo aru (ある, escrito por vezes 在る quando no sentido de existir ou 有る no sentido de posse) indica a existência ou posse de um substantivo inanimado.
Para indicar a simples existência em caráter indefinido, como nossos "haver" e "ter" (sentido de existir), uma palavra animada – exemplo a seguir « gato » - é marcada como sujeito pela partícula  ga (が), sem indicação de Tema (linguística).
| (1) | Neko                     | ga      | iru.          |
|     | 猫                       | が      | いる          |
|     | gato                     | SUJEITO | existir / ter |
|     | « Existe (há) um gato. » |         |               |

Para indicar uma posse (« ter »), quem possui – no exemplo a seguir, « eu » - é apresentado como tema pela partícula wa (は); o que é possuído, uma vez senso animado, fica marcado pela partícula de sujeito ga (が).
| (2) | Watashi               | wa   | neko | ga      | iru.          |
|     | 私                    | は   | 猫   | が      | いる          |
|     | eu                    | TEMA | gato | SUJEITO | existir / ter |
|     | « Eu tenho um gato. » |      |      |         |               |

Para indicar a presença num local específico de um substantivo animado, esse é apresentado como tema pela partícula 'wa (は) e local é indicado pela partícula locativa ni (に). 
| (3) | Neko                             | wa   | isu no ue                                    | ni    | iru.          |
|     | 猫                               | は   | 椅子の上                                     | に    | いる          |
|     | gato                             | TEMA | cadeira + COMPLEMENTO DO SUBSTANTIVO + sobre | LOCAL | existir / ter |
|     | « O gato está sobre a cadeira. » |      |                                              |       |               |

As mesmas construções estão presentes com substantivos inanimados – nos exemplos a seguir,  « pedra » - mas, neste caso o verbo usado é aru.
| (1) | Ishi                  | ga      | aru.          |
|     | 石                    | が      | ある          |
|     | pedra                 | SUJEITO | existir / ter |
|     | « Existe uma pedra. » |         |               |

| (2) | Watashi                 | wa   | ishi  | ga      | aru.          |
|     | 私                      | は   | 石    | が      | ある          |
|     | eu                      | TEMA | pedra | SUJEITO | existir / ter |
|     | « Eu tenho uma pedra. » |      |       |         |               |

| (3) | Ishi                              | wa   | isu no ue                                    | ni    | aru.          |
|     | 石                                | は   | 椅子の上                                     | に    | ある          |
|     | pedra                             | TEMA | cadeira + COMPLEMENTO DO SUBSTANTIVO + sobre | LOCAL | existir / ter |
|     | « A pedra está sobre a cadeira. » |      |                                              |       |               |

Em alguns casos onde o caráter de ser animado ou não é equívoco, como no caso de robot (ou robô), o uso do verbo fica a critério de quem fala, dependendo deste querer salientar o lado « humano» ou « sensível » pelo verbo "animado", ou o lado inerte pelo verbo "inanimado".
| (1) | Robotto                                                  | ga      | iru.          |
|     | ロボット                                                 | が      | いる          |
|     | robot                                                    | SUJEITO | existir / ter |
|     | « Existe um robot. » (salienta a semelhança com o homem) |         |               |

| (2) | Robotto                                                       | ga      | aru.          |
|     | ロボット                                                      | が      | ある          |
|     | robot                                                         | SUJEITO | existir / ter |
|     | « Há um robot. » (salienta a característica inerte, sem vida) |         |               |

### Cingalês
Na língua cingalesa existem também dois tipos de verbos de existência e de posse: හිටිනවා hiţinawā / ඉන්නවා innawā que se usa com substantivos animados (humanos e animais), enquanto que තියෙනවා tiyenawā se usa com substantivos inanimados (objetos inertes, plantas, coisas, etc).
Exemplos:
| (1) | minihā              | innawā           |
|     | මිනිහා                 | ඉන්නවා             |
|     | homem               | existe (animado) |
|     | « Existe o homem. » |                  |

| (2) | watura           | tiyenawā           |
|     | වතුර              | තියෙනවා               |
|     | água             | existe (inanimado) |
|     | « Existe água. » |                    |

### Apaches
As línguas apaches têm uma hierarquia de animacidade pela qual alguns substantivos se associam a formas verbais próprias dentro de suas categorias. Por exemplo, os substantivos da língua navaja podem se alinhar num "continuum" que vai do mais "animado" (humanos, raio) ao menos animado (abstrações)..
seres humanos / raios → crianças / animais grandes → animais de porte média → animais pequenos → insetos→ forças naturais → objetos inanimados / plantas → abstrações
Geralmente, o substantivo mais alto em animacidade deve aparecer em primeiro lugar numa frase, o nome imediatamente menos elevado deve vir em 2º lugar e assim por diante. As frases (1) e (2) dos exemplos abaixo mostram isso. O prefixo  yi- afixado ao verbo indica que o primeiro substantivo é o sujeito da frase, enquanto que o prefixo bi- indica que o sujeito é o segundo substantivo.
| (1) | Ashkii                   | at'ééd | yiníł'į́. |
|     | rapaz                    | menina | yi-olha  |
|     | « O rapaz olha a moça. » |        |          |

| (2) | At'ééd                              | ashkii | biníł'į́. |
|     | filha                               | rapaz  | bi-olha  |
|     | « A menina era olhada pelo rapaz. » |        |          |

No exemplo 3 a seguir se apresenta uma construção considerada incorreta pela maioria dos falantes do Navajo, pois o substantivo menos animado vem antes do menos animado.
| (3) | * Tsídii                   | at'ééd | yishtąsh. |
|     | ave                        | menina | yi-bicava |
|     | « A ave bicava a menina. » |        |           |

Para exprimir tal ideia, o substantivo mais elevado na hierarquia de animacidade deve vir em primeiro lugar, como na frase a seguir:.
| (4) | At'ééd                            | tsídii | bishtąsh. |
|     | menina                            | ave    | bi-bicava |
|     | « A menina era bicada pela ave. » |        |           |

## Alinhamento sintático
A animacidade pode condicionar também o tipo de morfologia nas línguas com estrutura de alinhamento morfossintático do tipo língua ergativa-absolutiva em certas situações e de alinhamento acusativo em outras. Nesse tipo de idiomas, os substantivos com maior animacidade são prioritariamente suscetíveis a ter um papel semântico de agente, tendo assim uma marcação de caso acusativo: o papel de agente é tomado pelo Sujeito, e o de Passivo é marcado como acusativo. Por sua vez, os substantivos com menor animacidade tomam mais o papel semântico de Passivo, tendo uma marcação ergativa: o papel de Passivo é tomado pelo Sujeito, o do Agente sendo marcado com ergativo. Um sistema assim leva a que a função semântica mais provavelmente feita por um substantivo seja a representada gramaticalmente pelo sujeito da oração. A hierarquia da animacidade termina sendo mais frequentemente (mas nem sempre) como se segue:: 
| 1a pessoa | > | 2ª pessoa | > | 3ª pessoa | > | nomes próprios | > | humanos | > | animados não humanos | > | inanimados |

O ponto de transição, que separa os substantivos em inerentemente Passivos e em inerentemente Agentes varia de língua para língua, havendo muitas vezes uma superposição entre as duas classes e mais uma classe intermediária com palavras que são tanto agentes no ergativo e pacientes no acusativo.